# Geomalacus
Geomalacus é um género de lesma da família Arionidae. 

## Espécies
Este género contém as seguintes espécies:
subgénero Geomalacus
- Geomalacus maculosus Allman, 1843

subgénero Arrudia Pollonera, 1890
- Geomalacus anguiformis (Morelet, 1845)
- Geomalacus malagensis Wiktor & Norris, 1991
- Geomalacus oliveirae Simroth, 1891